# 1862년 미국 상원의원 선거
1862년 미국 상원의원 선거에서는 1862년 각 주에서 2명씩 상원의원을 선출하였다.

## 선거 결과
| 정당       | 의석 수 |
| ---------- | ------- |
| 공화당     | 31석    |
| 민주당     | 10석    |
| 입헌통일당 | 7석     |